# Hanteringen av odöda
Hanteringen av odöda är en skräckroman från 2005 av den svenske författaren John Ajvide Lindqvist.

## Handling
2002: En hög värmebölja drabbar Stockholm, följd av ett elektriskt fält. Maskiner blir omöjliga att stänga av, överallt klagar folk på stark huvudvärk och kaos hotar. Plötsligt är det över. Men något har hänt. Människor som varit döda i upp till två månaders tid vaknar upp igen, och varken myndigheterna eller privatpersoner vet vad de ska ta sig till. Berättelsen kretsar huvudsakligen kring ett fåtal individer i Stockholm och deras situationer, men innehåller även fiktiva uttag från bland annat tidningar och teveprogram angående hanteringen av de "omlevande". 
Den pensionerade journalisten Gustav Mahler sörjer barnbarnet Elias tragiska död, när han får ett meddelande från Danderyds sjukhus om att de döda har vaknat. Efter att ha undersökt och fotograferat saken skyndar han sig till Råckstas kyrkogård och gräver upp Elias. Han och dottern, Elias mamma Anna, får sedan kämpa för att hemlighålla sin odöda pojke. Ståuppkomikern David mister sin hustru Eva i en bilolycka och blir utom sig av sorg. När hon vaknar upp igen och beter sig mycket olikt den Eva han kände undrar han hur han ska kunna förklara saken för deras lille son Magnus. Den gamla kvinnan Elvy får oväntat besök från sin nyligen avlidne make och strax därpå en vision av att Jungfru Maria ger henne en uppgift, som hon i sällskap av några andra personer försöker genomföra samtidigt som hennes barnbarn, den självdestruktiva tonåringen Flora, känner mer och mer sympati för de odöda och börjar förstå att deras mänskliga själar från livet fortfarande finns någonstans långt där inne.

## Om boken
Hanteringen av odöda är John Ajvide Lindqvists andra roman. Den avslutas i den fristående epilogen "Sluthanteringen", en av berättelserna i Lindqvist's novellsamling Pappersväggar från 2006.

## Mottagande
Recensenten Maria Küchen har skrivit "Jag läste Hanteringen av odöda som en elvaåring läser Harry Potter - onåbar för världen. Kringvankande med näsan ständigt i boken. Utan boken sur och grinig. 400 sidor slukade på en dag." Pia Bergström på Aftonbladet har skrivit "Svår att lägga ifrån sig. Svår att somna ifrån".

## Filmatisering
En miniserie av romanen spelades in i Åmål under 2023, regisserad av Thea Hvistendahl som skrev manus tillsammans med Lindqvist.